# Феськовка
Фе́ськовка (укр. Феськівка) — село в Корюковском районе Черниговской области Украины. Население 1241 человек. Занимает площадь 3,43 км².
Код КОАТУУ: 7423089501. Почтовый индекс: 15671. Телефонный код: +380 4644.

## История
Феськовка, село в Черниговской области. Напротив села, на левом берегу реки Мены, округлое (диаметром 90 м) городище. Поселение укреплено кольцевым валом (высотой 1,5 м) и рвом (глуб. 5м). К городищу примыкает неукрепленное селище. Памятник обследован И. И. Ляпушкиным. Культурный слой (0,7 м) содержит обломки древнерусской (XII—XIII вв.) гончарной керамики.

## Известные уроженцы
- Григо́рий Порфирьевич Ко́чур (1908—1994) — украинский поэт, переводчик, литературовед, диссидент и правозащитник.
- Василенко, Иван Фомич (1894—1980) — советский тракторостроитель

## Власть
Орган местного самоуправления — Феськовский сельский совет. Почтовый адрес: 15671, Черниговская обл., Менский р-н, с. Феськовка, ул. Ленина, 25а.